# 郝成性
郝成性（1517年—1558年），字存甫，號箕南，錦衣衛官籍，直隸江都縣人，明朝政治人物。

## 生平
嘉靖二十五年（1546年）丙午科順天鄉試第一百十九名舉人。嘉靖二十六年（1547年）聯捷丁未科會試第四十七名，登第三甲第四十二名進士。户部觀政，授德清知县，升刑部主事，歷升员外郎、郎中，出为湖广参议，升通政使司右参议。

## 家族
曾祖郝欽；祖父郝泰，錦衣衛百戶；父郝理。前母方氏；母靳氏。具庆下。兄郝惠。弟郝應（监生）。